# Weißensee (Caríntia)
Weißensee é um município da Áustria localizado no distrito de Spittal an der Drau, no estado de Caríntia.